# Talsperre Wallroda
Die Talsperre Wallroda ist eine Talsperre im Freistaat Sachsen.
Das gestaute Gewässer ist der Steinbach, ein linker Nebenfluss der Großen Röder.

## Allgemeines
Die Talsperre wurde von 1986 bis 1989 in Wallroda bei Radeberg und südlich von Großröhrsdorf für die Brauchwasserversorgung der Landwirtschaft (Bewässerung) und Fischerei gebaut. Dadurch wurde die Alte Arnsdorfer Straße, die vom nördlichen Arnsdorf direkt nach Kleinröhrsdorf führte, geflutet und dauerhaft unterbrochen. Außerorts größtenteils unbefestigt ist diese beiderseits des Sees noch als Kleinröhrsdorfer Straße und Stauseeweg als Wirtschaftsweg vorhanden.
Inbetriebnahme der Talsperre war 1989. Zusätzliche Funktionen der Talsperre sind heute der Hochwasserschutz sowie die Niedrigwasseraufhöhung der Großen Röder.
Die Talsperre wird von einem Bahndamm mit einer Eisenbahnbrücke der Strecke Kamenz–Pirna geteilt. Durch diese Brücke erfolgt der Wasserdurchfluss vom kleineren östlichen Teil der Talsperre zum größeren westlichen Teil, der durch den Damm abgeschlossen wird.

## Bauwerk
Das Absperrbauwerk der Talsperre Wallroda ist ein rund 10 Meter hoher und 200 Meter langer Staudamm aus Sand und Kies. Er hat eine geneigte, innenliegende PVC-Foliendichtung.

## Freizeitmöglichkeiten

### Camping
Am nördlichen Ufer der Talsperre befindet sich ein mehrfach durch den ADAC ausgezeichneter Campingplatz. Ein Restaurant und ein Minigolfplatz gehören zum Freizeitangebot am See.

### Baden
Der Badebetrieb in der Talsperre ist nur auf eigene Gefahr möglich. Es gibt keine Einrichtungen der Wasserrettung.

### Angeln
Die Talsperre gehört zu den Gewässern des Deutschen Anglerverbandes e.V. (D 07 – 135). Das Angeln ist aus natur- und vogelschutzrechtlichen Aspekten nur in ausgewiesenen Bereichen erlaubt. Der See gilt durch seinen sehr guten Bestand an Karpfen als Karpfen-See. Außerdem gibt es gute Bestände von Hecht und Zander. Auch der Wels ist in der Talsperre zu finden.

## Naturschutz
Die gesamte Talsperre inklusive des angrenzenden Waldes gehört zum Landschaftsschutzgebiet Massenei. In den schilfbewachsenen Uferbereichen des Sees sind verschiedene Libellenarten heimisch, zum Beispiel der Große Blaupfeil und die Blutrote Heidelibelle.

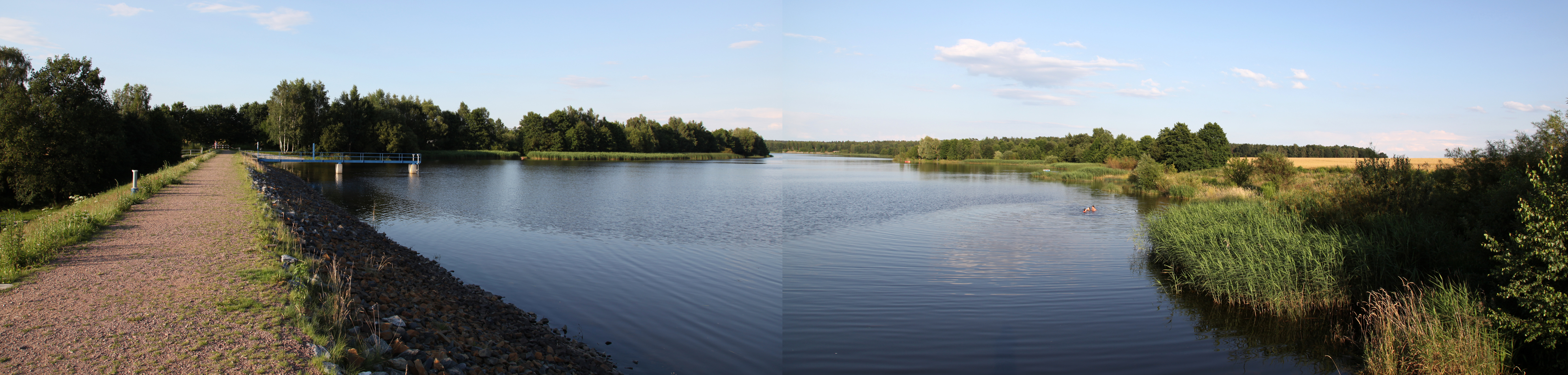
Panoramabild Talsperre Wallroda